# Budismo e hinduismo
El hinduismo y el budismo tienen orígenes comunes en la cultura de la Antigua India. El budismo surgió en la cultura del Ganges oriental del norte de la India durante la "segunda urbanización" alrededor del año 500 a. C. El hinduismo se desarrolló a partir de la antigua religión védica, adoptando numerosas prácticas e ideas de otras tradiciones indias a lo largo del tiempo (en lo que se ha llamado la síntesis hindú). Ambas religiones tienen muchas creencias y prácticas compartidas, pero también diferencias pronunciadas que han dado lugar a mucho debate.
Ambos comparten la creencia en el karma y el renacimiento (o reencarnación), ambos aceptan la idea de la liberación espiritual (moksha, nirvana) del ciclo de la reencarnación y ambos promueven prácticas religiosas similares (como dhyana, samadhi, mantra y devoción). Ambas religiones también comparten muchas deidades (aunque su naturaleza se entiende de manera diferente), incluidas Saraswati, Vishnu (Upulvan), Mahakala, Indra, Ganesh y Brahma.
Sin embargo, el budismo rechaza notablemente las doctrinas hindúes fundamentales como atman (yo sustancial o alma), Brahman (una fuente eterna universal de todo) y la existencia de un Dios creador (Ishvara). En cambio, el budismo enseña el no-yo (anātman) y el surgimiento dependiente como teorías metafísicas fundamentales. El budismo también rechaza la autoridad sagrada de los Vedas (y otros textos hindúes) y rechaza las enseñanzas védicas sobre rituales, castas y sacrificios.

## Introducción

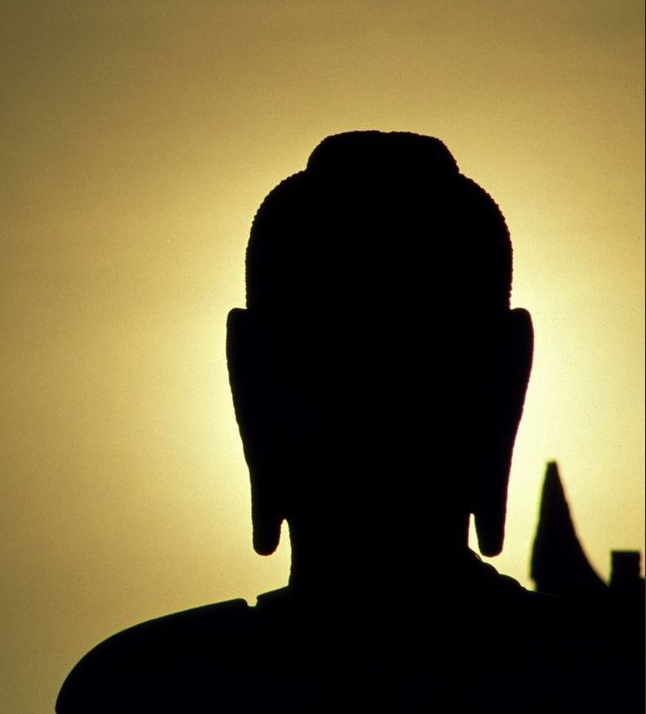
Silueta de Buda en Ayutthaya.

Las religiones védicas, el budismo y el yainismo, comparten una cultura regional situada alrededor del noreste indio, lo que hoy es Uttar Pradesh, Bijar y Nepal.
Fue en esta región donde se compiló el Brijad-araniaka-upanishad, considerado entre los Upanishad más antiguos, bajo el imperio del rey Yanaka de Mithila.
Tanto Siddhartha Gautama (después conocido como Buda) y Majavira (el histórico fundador del yainismo) provienen de esta región.
La antigua India tenía dos líneas de pensamiento: las religiones shramana y las védicas (hoy continuadas en el hinduismo). Tanto el budismo como el yainismo son continuación de las tradiciones shramánicas que han coexistido con la tradición védica. Ambas corrientes han existido conjuntamente durante miles de años, influyendo y siendo influidas entre sí, durante todo ese tiempo.
El budismo antiguo estaba muy influenciado además por la cosmología brahmánica, incorporando algunos de los conceptos que aparecen en los Upanishads.
Siddharta Gautama aceptaba e incorporaba a su doctrina varias creencias ya existentes, pero teniendo en cuenta que para alcanzar la "iluminación" no debía aceptarse como fe ni a las autoridades, ni las escrituras ni la existencia de un dios.
A su vez, religiones indias aparecidas posteriormente, fueron influidas por las nuevas interpretaciones e ideas nuevas del budismo.
El budismo tuvo un cierto predominio en el subcontinente indio, pero fue eclipsado en su lugar de origen por el hinduismo y el islamismo.
En cambio, el budismo floreció fuera de India. Así el budismo tibetano puede ser visto como una continuación del budismo tal y como existía en India antes de las invasiones musulmanas. Hoy en día predomina en la región del Himalaya, como budismo theravada (en Sri Lanka) y como budismo zen (en el este de Asia).

## Historia antigua
Se cree que muchos textos hindúes, como los Puranas, han sido escritos y compuestos después del nacimiento de Siddharta Gautama, ya que en varios de ellos se menciona a Buda. El consenso a nivel divulgativo es que la Bhagavad Gita también es posterior, igual que los cinco primeros Upanishads.
Parece ser que algunas enseñanzas budistas han sido formuladas como respuestas a ideas presentes en los Upanishads más antiguos, en algunos casos concordantes en sus enseñanzas y en otros críticos y reinterpretando los textos anteriores.

## Brahmanismo
Del seno del brahmanismo nació el budismo (siglo V a. C.), religión que significó en cierto modo una reacción contra la rigidez dogmática y, principalmente, contra la casta sacerdotal como depositaria exclusiva de la religión, la ciencia y el poder socioeconómico que proponía la religión hindú.

## Similitudes

### Lenguaje
Casi cada término religioso sánscrito tiene su equivalente en el léxico budista en la filosofía hindú. El primer Buda adoptó muchos de los términos ya utilizados en discusiones filosóficas de su tiempo. En cualquier caso, muchos de estos términos fueron reinterpretados o redefinidos en la tradición budista.
Se puede ver un ejemplo específico de esto en el Sonadanda Sūtra del Digha Nikaya, donde Buda provee una definición del verdadero brahmán basado en el comportamiento ético más que en el sistema de castas y la herencia.
De manera similar, en el 'Samanna-phala Sūtra', Buda es escéptico presentando una reinterpretación de los ‘tres conocimientos’ (tevijja) —término pali similar al sánscrito trividia únicamente utilizado en la tradición védica para describir el conocimiento de los Vedas— en términos de sabiduría en la doctrina budista.

### Murti
El término sánscrito murti suele hacer referencia a un icono en la que la imagen del espíritu divino es ‘expresada’ (murta). A un murti se le venera tras haber invocado a una divinidad con el propósito de ofrecerle la ceremonia. De esta manera al murti se le trata como una deidad. Los budistas ven a las estatuas de las deidades como puntos de enfoque en la meditación y que recuerdan el hecho de conseguir la budeidad.
Los budistas de alguna de las ramas del budismo mahāyāna veneran muchas deidades comunes a las existentes en el subcontinente indio en plena tradición védica, incluyendo deidades a las que los hindúes ya no rinden culto, como por ejemplo, Indra. Indra es venerado por chinos, coreanos y japoneses taishakuten, así como el dios elefante Ganesha es venerado como el señor Shoten.
En el libro Ganesha, estudios de un dios asiático, se dice que en el Kanjur tibetano se cuenta que Buda había enseñado el ganapati hridaya mantra (o arya ganapati mantra) a su discípulo Ananda. En cualquier caso, habiendo tomado los votos, un budista no le tendrá en cuenta si no es como ayuda en la vida diaria para cosas materiales como el tiempo o la comida, lo que le ayudará en su práctica budista.
Algo similar ocurre con Ganesha: una tradición tibetana sostiene que Chenrezig en un momento de compasión disolvió una emanación de sí mismo en Ganesha, como manera de bendecir a aquellos médicos practicantes del budismo. Sin embargo, los budistas no veneran a Ganesha.

### Dharma
En el budismo se dice que el término pali dhamma (धम्म en silabario devánagari) significa ‘camino de las grandes verdades’.
En cambio el término sánscrito dharma (धर्म en silabario devánagari) significa ‘ley natural’, ‘deber’, ‘deber religioso’ o ‘religión’. También hace referencia a ‘orden social’, ‘conducta adecuada’ o ‘virtud’.
Los hindúes no llaman hinduismo a su religión, sino sanatana dharma, que se traduce como ‘religión eterna’.
El dharma forma las bases de las creencias y prácticas originadas en India (el hinduismo, el budismo, el yainismo y sijismo), todas ellas con el dharma como punto central de sus enseñanzas.
En estas tradiciones, los seres que viven en armonía con el dharma, consiguen recorrer antes el camino de dharma yukam, moksha (liberación espiritual) y nirvana (iluminación).

### Mantra
Un mantra (मन्त्र) es un poema silábico religioso, normalmente escrito en sánscrito. Su uso varía de acuerdo a la escuela y filosofía que lleva asociada. Fueron utilizados originariamente como conductos espirituales, palabras o vibraciones que ayudan en la concentración en un punto del devoto. Se utilizan también en ceremonias religiosas para acumular fuerza y salud, evitar el miedo o eliminar enemigos.
Los mantras existían en las religiones védicas y más tarde fueron adoptadas por budistas, sijs y yainistas, aunque hoy en día es popular en prácticas espirituales alejadas de estas religiones asiáticas.

### Ahimsa
Ahimsá (अहिंसा ahiṁsā) es la palabra sánscrita para definir la ausencia de himsá (daño). Se trata de un concepto religioso que hace referencia a la no violencia y al respeto por la vida en todas sus formas. Es interesante el diálogo de Buda en el Chula Kamma Vibhanga Sūtra con el brahmán Subha acerca de la muerte, ya que considera el énfasis védico en el himsá. Focalizar sobre el ahimsá y la no violencia sobre todas las cosas en la ética budista ha pasado por encima de los sacrificios tradicionales de los rituales védicos.
El hecho de evitar el himsá también se encuentra en otras tradiciones śhramaná. La literatura upanishádica, por ejemplo, suele ser crítica con los rituales védicos y enfatiza la internalización del significado y simbolismo del sacrificio más que el acto explícito.
La explicación del karma por parte del primer Buda en el Chula Kamma Vibhanga sūtra, cambia totalmente la idea de que una vida de sacrificio trae beneficios y excelencia para la persona que lo practica y su familia. Buda expone su punto de vista con una intención muy clara: cómo que matar vidas no conduce al bien sino a un acortamiento de la vida, algo que los brahmanes de la época veían como un verdadero problema.

### Karma
El sánscrito karma (en silabario devánagari: कर्म) proviene de la raíz kṛ, ‘hacer’) es una palabra de origen muy antiguo que hace referencia a acciones o actividades y los resultados que de ellas derivan (También se conoce como karma-phala: ‘los frutos de la acción’).
Normalmente es entendido como un término que denota el ciclo completo de causa-efecto tal y como se describe también en las filosofías occidentales.
El karma es una idea central de las enseñanzas budistas, las cuales reinterpretan aspectos de la concepción prebudista del karma, haciendo desaparecer la idea de un equilibrio moral perfecto presente en algunas versiones de aquellas enseñanzas.
Algunos aspectos de las enseñanzas budistas del karma, como la transferencia de karma han sido sustraídas de las primeras enseñanzas brahmánicas.

### Dhyana
Dhyana (meditación) ha sido un aspecto de la práctica de los yoguis en los siglos precedentes al primer Buda, buscando así el conocimiento sobre uno mismo. Buda lo construye sobre el concepto upanishádico/yóguico con introspección y desarrollando técnicas de meditación, pero rechaza las doctrinas de los yoguis acerca del yo espiritual.
El conocimiento religioso será entonces resultado de una práctica interior, religiosa y exterior, ética que van de la mano. Según el Sāmaña Phala Sūtra, este tipo de visión nace como resultado de la perfección de la meditación (dhyana) junto con la perfección de la ética. Muchas de las técnicas budistas fueron compartidas con otras tradiciones en su momento, pero el hecho de relacionar ética y sentimiento religioso de esta forma es original del budismo.
- Nota: La escuela budista dhyana fue llamada en chino «(escuela) ch’ang (que tiene un parecido fonético con el término sánscrita dhyana), que llegó al Japón transformada en zen.

### Reencarnación

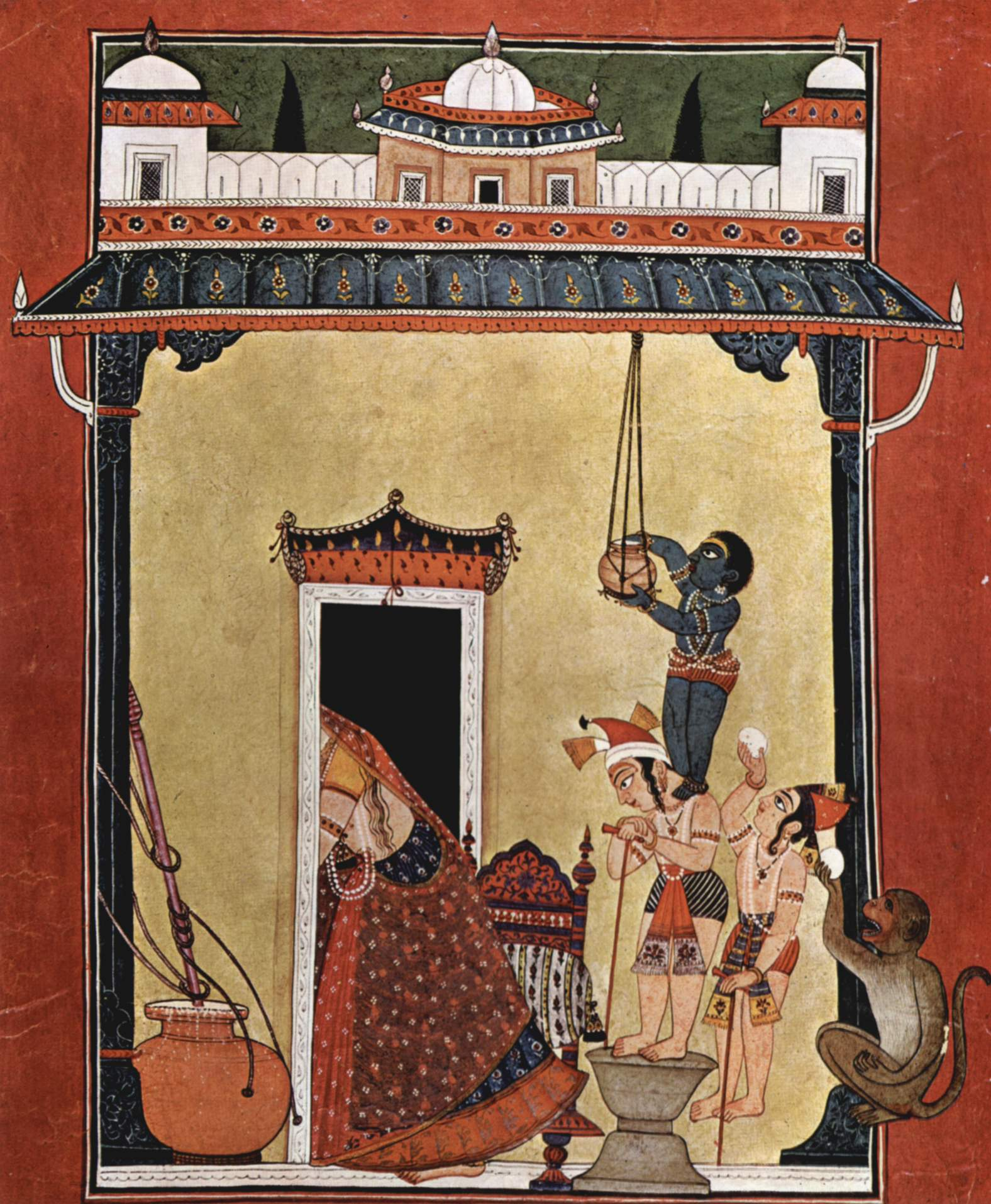
El niño dios Krishna robando leche.

En India, el concepto de reencarnación se encuentra escrito por primera vez en los Upanisháds (pocos siglos antes de Cristo), los primeros textos religiosos y filosóficos escritos en sánscrito.
El Bhágavad Guitá hindú establece que el alma (atman) es inmortal, mientras que el cuerpo está sujeto a nacimiento y muerte.
La idea de que el alma (o cualquier ser viviente, incluidos animales y plantas) se reencarna, está estrechamente unido a la idea de karma y el ciclo de muerte y renacimiento gobernado por el karma se conoce como samsara.
El círculo (chakra) del samsara en el budismo, enseña el ciclo de la reencarnación.
El primer Buda niega que los seres tengan un algo eterno e inmutable (se habla más bien de renacimiento, o encarnación del karma de una persona pasada). Los budistas creen que un niño recién nacido puede ser la reencarnación de un maestro que ha llegado muy alto en su camino al nirvana y ha muerto antes de conseguirlo. En el budismo tibetano, se procura identificar a estos niños lo más temprano posible para ofrecerles formación y que lleguen a ser maestros de nuevo y puedan utilizar su capacidad para guiar a otros. Muchas biografías de maestros contienen hechos de este tipo desde niños, como la capacidad para memorizar textos muy largos habiéndolos leído una sola vez.[cita requerida]

### Nirvana
La palabra sánscrita nirvana (en pali nibbana) se utiliza por primera vez en el budismo y no aparece en ninguno de los Upanishads prebudistas (desde el siglo VII a. C.). El uso del término en el Bhagavad-guita (siglo III a. C.), podría ser símbolo de una fuerte influencia budista hacia el hinduismo.

### Simbolismo
- Mudrā: gesto con la mano muy simbólico al expresar una emoción. Buda aparece casi siempre representado con un mudrá.
- Dharma chakra: este símbolo budista utilizado por miembros de ambas religiones aparece en las banderas nacionales de la India y Tailandia. Buda lo utilizaba en sus enseñanzas.
- Rudrá raksh: especie de camas utilizadas por los monjes para rezar.
- Tílak: muchos hindúes marcan sus frentes con arcilla, que representa el tercer ojo.
- Śikha: Buda también marcaba la nuca con un mechón de pelo.
- Esvástica: es un símbolo para alejar el mal. Aparece dibujada en el sentido de las agujas del reloj o al contrario y se ve en budismo e hinduismo. En muchos casos aparece Buda representado con una esvástica en pecho. La esvástica se utiliza frecuentemente en la bandera de la comunidad budista existente en cada país.

### Cosmología
Tanto budismo como hinduismo tienen el concepto de Naraka (inframundo o infierno) y Swargaloka (paraíso), la montaña Meru (o Sumeru) y el continente Yambu Duipa y entidades como los devas (dioses), asuras (demonios), nāga (serpientes), preta (fantasmas), iaksha (seres antropófagos), gandharvas (arcángeles mundanos), kinnaras, brahmā, etc.
En ambos casos el tiempo se mide en kalpas (eones, de millones de años).

### Ritual del fuego
En Japón, el ritual Shingon deriva de las tradiciones hindúes y existen rituales similares en el budismo tibetano.

### Yoga

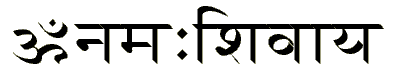
Mantra aum namah shivaia.

El yoga está íntimamente relacionado con las prácticas de budismo e hinduismo, pero existen variaciones en el uso de la terminología en cada una. En hinduismo, el término yoga suele hacer referencia a las ocho formas definidas en los Ioga Sūtras de Patañjali (siglo III a. C. aprox.).
En la escuela nyingma de budismo tibetano, hace referencia a los seis niveles de enseñanzas en que se divide el tantra externo
(kriyá yoga, charia yoga y tantra yoga) y el tantra interno (maha yoga, anu yoga y ati yoga).
Además, el yoga hindú ha tenido influencia en el budismo, notable por su austeridad, ejercicios espirituales y estados de trance.
Tanto en hinduismo como en budismo, los conceptos de dhiana y samādhi son comunes a sus prácticas meditativas. El origen de esto está en un abanico común en cuanto a terminología y descripciones de estados meditativos en ambas tradiciones. Lo más notable en este contexto es la relación entre los sistemas de los cuatro estados dhyana budistas y los estados sampragñata samādhi del yoga clásico.

#### Budismo zen
Durante los siglos que sucedieron a la desaparición de Shakyamuni Buda, el budismo se extendió por toda India y el sudeste asiático. Pronto surgieron divergencias entre distintas maneras de interpretar las enseñanzas originales del maestro. Se crearon diversas escuelas y se desarrolló una compleja exégesis sobre el sentido real de lo enseñado por Buda. Esto produjo una cierta confusión en el mundo budista primitivo. Ante esta confusión, grupos cada vez más numerosos de maestros y monjes budistas decidieron retirarse a las montañas y a los bosques para dedicarse exclusivamente a la práctica de la meditación enseñada por Buda. Así, de manera poco organizada, fue naciendo la llamada escuela de dhyana.
Dhyana es un término sánscrito que significa ‘absorción de la mente’ y designa el estado de conciencia propio de la meditación budista.
En chino dhiana se convirtió en ch’an na’. Más tarde la expresión quedaría abreviada en ch’an.
zen es la transcripción de este término al japonés.
Buda abandonó el ascetismo, se sentó tranquilamente, cruzó las piernas, se concentró en su postura y en su respiración. Durante el amanecer del octavo día de Zazen alcanzó un nivel superior de conciencia al ver el resplandor de una estrella. Se convirtió en Buda (aquel que se ha iluminado, el que se ha despertado). Buda encontró su verdadera naturaleza en el universo y una regla de existencia para todos los hombres.
El zen fue introducido en China por Bodhidharma, maestro que representaba la vigésimo octava generación de discípulos de Buda. China estaba dividida en esta época en estados rivales. El desorden reinaba por todas partes debido al desgarro que producía la lucha por el poder. El país se encontraba sometido a los tiranos y ensangrentado por las rebeliones.
La Dinastía Liang reinaba sobre uno de los estados de la antigua China. El emperador Wu-Ti, jefe de esta dinastía, budista ardiente, oyó hablar de bodhidharma y le recibió en su palacio. A la pregunta de Wu-Ti: «¿Cuál es el principio fundamental del budismo?». Bodhidharma respondió: «Un vacío inmenso. Un cielo claro. Un cielo en el que no se distinguen los iluminados de los ignorantes. El mundo mismo, tal y como es».
Wu-Ti, a pesar de que era un budista ferviente, no comprendió el mensaje de Bodhidharma. Este último supo que la hora de difundir el zen en China no había llegado aún, por lo cual cruzó el río Yangtsé y se retiró en las montañas septentrionales, en el monasterio Shaolin.
Allí practicó zazen frente a un muro durante nueve años (algunos afirman que sin interrupción). Hoy se sabe que Bodhidharma no estuvo literalmente "frente a un muro", sino que hablaba de un muro como un estado de la mente. Los descubrimientos y traducciones contemporáneas arrojan una mayor claridad sobre los orígenes de esta escuela budista.    
El zen se extendería rápidamente por China seis generaciones después, gracias a Eno (Huei-Neng) considerado como uno de los más grandes patriarcas del zen chino. A partir de Eno nació una flor con cinco pétalos. Esta frase zen quiere decir que el zen se abrió como una flor de cinco pétalos y se extendió por todo el país a través de las cinco escuelas que surgieron del linaje del Maestro Eno. Estas escuelas fueron Igyo, Hongen, Soto, Unmon, Rinzai.
Por las montañas y los bosques de China se comenzaron a construir millares de templos en los que vivían miles de personas entregadas al estudio y a la práctica del dharma de Buda.
Con el tiempo, el zen impregnaría la civilización china elevando su pensamiento, cultura y arte de vivir a cotas sublimes. De estas cinco escuelas chinas, solo tres llegaron a Japón: Soto, Rinzai y Obaku (esta última considerada rama de la escuela Rinzai). Las otras dos se extinguirían en China.
En Japón solo las escuelas Rinzai y Soto alcanzaron una implantación importante, la primera debido a Eisai y la segunda a Dogen y Keizan. La tradición Rinzai está basada en una disciplina estricta destinada a desarticular las creaciones mentales. El kōan o pregunta enigmática de difícil resolución adquiere una gran importancia y su resolución, más allá del intelecto, conduce a la experiencia del satori y despertar.
La tradición Soto quiere antes que nada concentrarse sobre la vía de Buda, es decir, seguir la vida cotidiana de Buda, avanzando continuamente en la realización gracias a la práctica diaria, sin esperar nada especial. La esencia del Soto es shikantaza sentarse, solamente sentarse.
Con el maestro Dōgen (1200-1254) la tradición Soto y la esencia misma del budismo alcanzan un grado de madurez y precisión difícil de encontrar en otras épocas. Su obra maestra, el Shobogenzo es una pieza imprescindible para comprender el budismo y la esencia de toda la civilización oriental.

#### Budismo tibetano
El yoga budista fue introducida en el Tíbet a través de la India bajo la forma de las enseñanzas vashraiana como se ve en las escuelas Nyingma, Kagyupa, Sakyapa y Gelukpa del budismo tibetano.
El yoga es fundamental en el budismo tibetano. En la tradición Nyingma, los practicantes progresan incrementando la profundidad en sus niveles de yoga, empezando con el majá ioga (gran yoga), continuando por el anu ioga (yoga minucioso) y alcanzando su práctica más profunda con el ati yoga (súper yoga). En la tradición Sarma, su equivalente es el anuttara ioga.
Otras prácticas del yoga tántrico incluyen un sistema de 108 āsanas o posturas practicadas con respiraciones que varían el ritmo del corazón en ejercicios y movimientos conocidos como trul khor o unión de la luna y el sol mediante la energía prajna. Son ilustrativas las posturas de los antiguos yoguis representados en los muros del templo de verano del dalái lama en Lukhang.
Las doctrinas budistas tibetanas enseñan un grupo de prácticas diversas que ofrecen una variedad de caminos hacia la verdad y la iluminación. Estas prácticas utilizan el tantra y el yoga; el yoga lo utiliza como forma de potenciar la concentración.
Las filosofías de Nagaryuna madhyamika y yogachara se utilizan en budismo tibetano como bases de las prácticas yóguicas.
En los siglos XIII y XIV, el tibetano desarrolla una clasificación en cuatro partes de los textos tántricos, basándose en el tipo de práctica que cada uno contiene, especialmente su énfasis relativo a los rituales yóguicos internos o externos. Las dos primeras clases, los llamados tantras inferiores, son los tantras kriya y chatia; las dos clases de tantras superiores son el yoga y el anuttara-yoga.

## Diferencias entre budismo e hinduismo
- La existencia o no de Dios: El budismo es considerado una religión no-teísta, el sutra budista Brahmajala-sutra es uno de los textos que parece establecer explíticamente la no existencia de una deidad creadora, absoluta y permanente.[3] Algunas escuelas de pensamiento hinduista también pueden considerarse no-teístas, o enfocarse en un concepto más abstracto al referirse a lo supremo (Nirguna Brahman); sin embargo, la mayoría difieren con el budismo en cuanto a la aceptación de la existencia de un Dios creador.
- El concepto de atman (alma espiritual): la definición de atman difiere considerablemente en la filosofía budista de la hindú, para los segundos es algo absoluto y permanente, la verdadera esencia del Ser, para el budismo no lo es y casualmente el apego a esta concepción del Ser como absoluta produce el apego al Samsara (ver Ātman (budismo)).
- La autoridad de las escrituras y los Vedas: Ninguna escuela budista reconoce los textos hindúes o los Vedas como sagrados.
- La budeidad y el papel de Buda Gautama: Los hinduistas consideran a Buda uno de los Avatares de Vishnú (es decir, una de las manifestaciones físicas del dios), cosa que no es aceptada por los budistas que lo consideran un ser humano que alcanzó la Iluminación y que, como todo Buda, es superior a cualquier deva.
- Los conceptos de ástika y nástika
- La conversión: los budistas aceptan la conversión de cualquier persona, mientras que la mayoría de escuelas del hinduismo (especialmente el ortodoxo) no admite conversiones.
- El sistema de castas: el budismo abolió el sistema de castas, esto ha causado que dicha religión se tornara popular entre personas de las castas bajas del hinduismo como los Dalit.

## Vedas, Upanishads y Sutras
Para el no iniciado es muy común la confusión entre estos tres tipos de textos. Se expone aquí un breve resumen que pretende ser clarificador.
- Se denomina Vedas a los cuatro textos sánscritos que forman la base del extenso sistema de escrituras sagradas del hinduismo.
- Frente a la religión oficial expresada en los Vedas, los Upanishad presentaron una nueva cultura, ligada al mundo de los artesanos y comerciantes de las ciudades del norte de la India, que concibieron formas de vida y gobierno más flexibles y participativas. En este ambiente, muchas personas rechazaron la religiosidad y ceremonias de los Vedas y reaccionaron contra el poder de la casta bráhmana (sacerdotes). Entonces se escribieron los Upanishad y aparecieron nuevos grupos religiosos, como el yainismo y el budismo (600 a. C.).
- Los Suttas o Sutras son mayoritariamente discursos dados por Buda o alguno de sus discípulos más próximos. Si bien se asocian principalmente a la religión budista, también puede ser utilizada la palabra sūtra para designar escritos de otras tradiciones orientales.

## Véase también
